# Microsciurus alfari
Microsciurus alfari е вид бозайник от семейство Катерицови (Sciuridae).

## Разпространение
Видът е разпространен в Колумбия, Коста Рика, Никарагуа и Панама.